# Henri Garnier (cyclisme)
 (mai 2021).
Si vous disposez d'ouvrages ou d'articles de référence ou si vous connaissez des sites web de qualité traitant du thème abordé ici, merci de compléter l'article en donnant les références utiles à sa vérifiabilité et en les liant à la section « Notes et références ».
Pour les articles homonymes, voir Garnier et Henri Garnier.
Henri Garnier, né le 19 octobre 1908 à Feschaux et mort le 4 janvier 2003 à Hermeton-sur-Meuse, est un coureur cycliste belge. Il est professionnel de 1933 à 1937.
Prenant part au Tour de France 1935, il fut contraint à l'abandon après que son épouse, jalouse, eut exigé son retour. Celle-ci avait en effet découvert dans les journaux, la veille, qu'il était d'usage pour le vainqueur d'étape d'être embrassé par une jeune fille. 

## Palmarès
- 1932
  - 3e du Bruxelles-Luxembourg-Mondorf
- 1933
  - 2e du Tour de Belgique indépendants
- 1934
  - 7e du Tour de Suisse
- 1935
  - 2e du Tour de Belgique
  - 3e du Tour de Suisse
  - 3e du Grand Prix de la Famenne
- 1936
  - Tour de Suisse :
    - Classement général
    - 1re étape
- 1937
  - 7e du Liège-Bastogne-Liège
  - 8e de la Flèche wallonne

### Résultats sur les grands tours

#### Tour de France
1 participation
- 1935 : abandon (9e étape)